# Murányi Gergely
Murányi Gergely Balázs (Eger, 1989. február 23. –) sportdiplomata, a Teqball nevű magyar sportinnováció egyik alapító kollégája volt 2013-tól, 2017-2024 között a Nemzetközi Teqball Szövetség (FITEQ) diplomáciai kapcsolatokért felelős vezetője. Feladatai közé tartozott a sportszövetség CSR-programjainak fejlesztése és felügyelete, kapcsolattartás a diplomáciai képviseletekkel, kormányzati szereplőkkel mind hazai, mind nemzetközi szinten, továbbá együttműködések kialakítása az ENSZ különböző szerveivel (UNHCR, UNOCT, UNAOC, UNDESA stb.).
Jelenleg az Európai Teveverseny Szövetség elnöke és a Nemzetközi Teveverseny Szövetség igazgatósági tagja. A sportdiplomácia területén több mint egy évtizedes tapasztalattal rendelkezik, kiemelt figyelmet fordítva a sportágak fejlesztésére, népszerűsítésére és a sport alapú nemzetközi kapcsolatok építésére.

## Életrajza
Középiskolai éveit Budapesten töltötte. Fiatalkorában a filmipar aktív résztvevője volt, ekkor a Magyar Operatőrök Társaságának tagozati tagja is volt. Gyakran fordult meg a szinkron világában, ez alatt több filmes produkcióhoz is kölcsönözte a hangját. 2013-ig filmes cégét építette, majd a Teqball alapítóitól (Borsányi Gábor, Huszár Viktor, Gattyán György) meghívást kapott az azóta nemzetközileg is elismert sportinnováció fejlesztésében való részvételre. A kezdeti, mindössze négy főből álló csapat tagjaként szorosan együtt dolgozott az alapítókkal és mint a javaslat előterjesztőjeként, tevékenyen hozzájárult ahhoz, hogy a Teqball sportinnovációt hungarikummá nyilvánítsák. A Nemzetközi Teqball Szövetség megalakulását követően munkája a nemzetközi szervezetre összpontosult 2024-ig.
2023-ban új szerepkörbe lépett, amikor a szaúdi Taif városában az Európai Teveverseny Szövetség elnökévé választották. Megbízatására Fahad bin Jalawi herceg, a Nemzetközi Teveverseny Szövetség elnöke és a Szaúdi Olimpiai és Paralimpiai Bizottság alelnöke kérte fel.

## Sportdiplomáciai munkássága
Sportdiplomáciai tevékenysége kiterjed a sportágak fejlesztésére és azok nemzetközi népszerűsítésére. Az Európai és Nemzetközi Teveverseny Szövetségben betöltött szerepe magában foglalja a sportdiplomáciai kapcsolatok erősítését, a sportág népszerűsítését az európai kontinensen, valamint a szaúdi vezetőkkel való intenzív együttműködést. Rendszeresen látogatja a Szaúd-Arábiát és részt vesz nemzetközi szintű tárgyalásokon. 
Korábbi munkája során feladata volt a FITEQ sportdiplomáciai és CSR-stratégiájának megalkotása és a kitűzött célok megvalósítása. Munkájának köszönhetően létrejött több sportdiplomáciai és jótékonysági kezdeményezés, melyek közül kiemelkedő a zaatari menekülttáborban 2017-2024 között működő sportalapú fejlesztő program, melyet a monacói székhelyű Peace and Sport szervezetével közösen felügyelt a Nemzetközi Teqball Szövetség. A programban évente 400 menekült hátterű fiatal tudott részt venni. 2021 ben elindul a Table of Peace kezdeményezés, mely kifejezetten a posztkonfliktusos és elmaradott régiók fiataljait célozza meg. A program indulását Dzsibutiban jelentette be. 
Munkája során elősegítette a Külgazdasági és Külügyminisztériummal történő stratégiai együttműködés kialakítását, melynek köszönhetően a magyar külképviseletek a minisztérium Sportdiplomáciai Főosztályának koordinálása mellett, informális diplomáciai programok keretén belül szerveztek aktivitásokat.
A sportszövetségi stratégia mentén további együttműködéseket hozott létre nemzetközi szervezetekkel, mint például a ENSZ Terrorizmus Ellenes Hivatala (UNOCT), illetve felügyelete alá tartozott a sportszövetség szerepvállalása több UNHCR kapcsolódású programban. Az általa megalkotott programok egy részét a mai napig példaként említik nemzetközi sportdiplomáciai konferenciákon.
- Magyar pavilon a kínai Csungking városában
- Karpaczi Gazdasági Fórum
- Magyarország Állandó ENSZ képviselete, New York

## Oktatói munkássága
2024-től a Magyar Testnevelési és Sporttudományi Egyetem vendégelőadójaként sportdiplomáciát oktat angol nyelven a Nemzetközi Sportdiplomácia Posztgraduális Program keretében. Előadásaiban hangsúlyozza a sport, a diplomácia és a nemzetközi együttműködés összefonódását, valamint a sportdiplomácia szerepét a globális kihívások kezelésében. 

## Üzleti és tanácsadói tevékenysége
Sportdiplomáciai tevékenységei mellett három üzlettársával közösen saját tanácsadó cégét vezeti, melyben több mint egy évtizedes szakmai tapasztalatára alapozva nyújt szolgáltatásokat a sport és üzleti világ számára. Fókuszában a stratégiaalkotás, üzletfejlesztés és a nemzetközi kapcsolatok erősítése áll. 